# Elecciones rusas de 2023
Las elecciones rusas de 2023 tuvieron lugar en Rusia el domingo 10 de septiembre de 2023 (día único de elecciones), y varias regiones permitieron votar el 8 y 9 de septiembre. Hubo tres Elecciones parciales a la 8ª Duma Estatal Rusa, 22 elecciones a gobernadores (21 elegidos directamente y uno indirectamente), 16 elecciones parlamentarias regionales y muchas elecciones a nivel municipal y local.

## Campaña
La campaña electoral fue silenciosa y las principales figuras de la oposición huyeron del país o fueron encarceladas.
El observador electoral de Golos calificó la campaña electoral como la "campaña más absurda, aburrida e invisible de la historia moderna de Rusia", ya que las elecciones se celebraron sin competencia ni discusión de cuestiones sociales importantes para las regiones, así como los propios candidatos a cargos públicos sin mostrar ningún interés en votar; También afirmó que las elecciones en las regiones para gobernadores fueron "prácticamente invisibles no solo para los votantes, sino también para los observadores a largo plazo". En el Óblast de Oriol, donde se celebraban las elecciones a gobernador, prácticamente no hubo campaña, y sólo un candidato de Gente Nueva acudió al debate; en el Óblast de Samara, sólo el candidato del LDPR acudió al debate. Golos también señaló que los candidatos de la oposición en las elecciones a gobernador no tuvieron grandes campañas, no mantuvieron reuniones públicas con los votantes y tuvieron presupuestos electorales pequeños, y algunos candidatos solo realizaron su campaña en las redes sociales. BBC News Russian mencionó que la campaña más brillante se llevó a cabo en Jakasia, donde tanto el jefe de la república como los diputados del parlamento local fueron elegidos al mismo tiempo, con el candidato de Rusia Unida, Serguéi Sokol, compitiendo contra el actual gobernador Valentin Konovalov del Partido Comunista. Sokol se presentó a sí mismo como un héroe de guerra, pero llevó a cabo una campaña menos activa en comparación con Konovalov y todavía era percibido como un recién llegado en la región, según RBK, que proyectó que Konovalov probablemente ganaría en la primera ronda. El 2 de septiembre, Sokol se retiró, alegando problemas de salud.
- Yábloko: El antiguo partido de oposición liberal y prooccidental Yábloko se presentó con el lema de campaña "¡Por la paz!" y presentó 216 candidatos en todo el país. Nikolái Rybakov, presidente del partido, declaró que "hay varias docenas de partidos en Rusia que apoyan las políticas del presidente Putin. Y sólo hay un partido, Yábloko, que se opone a sus políticas". Sin embargo, Yábloko individualmente no fue tan lejos como para llamar directamente a la paz debido al artículo 207.3 del Código Penal de Rusia que permite el arresto de cualquier ruso que desacredite a los militares y sus acciones.[3] Funcionarios del partido, candidatos y simpatizantes de Yabloko fueron hostigados por funcionarios del gobierno durante toda la campaña. Rybakov fue declarado "agente extranjero" y la rama de Pskov del partido fue allanada su sede después de que su líder, Lev Shlosberg, quien también fue declarado "agente extranjero", se negara a llamar a la Legión Libertad de Rusia una "organización terrorista".[4] La policía rusa también confiscó y destruyó todo el material de campaña de la rama del partido en el Óblast de Nóvgorod.[5] Varios candidatos de Yábloko, entre ellos Elizaveta Kazantseva, candidata a la Duma de la ciudad de Ekaterimburgo, recibieron amenazas de muerte para que abandonaran la carrera.[6]

## Conducta
El monitor electoral de Golos dijo que había recibido casi 600 quejas de violaciones hasta la tarde del primer día de votación, con amenazas de violencia, compra de votos y prohibición de votar a las personas entre las quejas más comunes. También dijo que había presentado 75 quejas ante las autoridades y recibido respuestas oficiales en 28 casos.

## Elecciones federales

### Elecciones parciales de la Duma Estatal
| Distrito electoral    | Exdiputado                                       | Partido | Partido     | Diputado electo  | Partido | Partido     |
| --------------------- | ------------------------------------------------ | ------- | ----------- | ---------------- | ------- | ----------- |
| Lípetsk               | Nikolái Bortsov hasta el 23 de abril de 2023     |         | Rusia Unida | Dmitri Averov    |         | Rusia Unida |
| Karacháyevo-Cherkesia | Dzhasharbek Uzdenov hasta el 23 de abril de 2023 |         | Rusia Unida | Soltán Uzdenov   |         | Rusia Unida |
| Divnogorsk            | Víktor Zubarev hasta el 31 de mayo de 2023       |         | Rusia Unida | Serguéi Yeryomin |         | Rusia Unida |

## elecciones regionales

### Elecciones directas para gobernador
| Región                    | Titular | Titular                     | Estado                            | Último período | Resultado    |
| ------------------------- | ------- | --------------------------- | --------------------------------- | -------------- | ------------ |
| Jakasia                   |         | Valentin Konovalov (PCFR)   | Jefe en ejercicio reelegido       | 2018: 57.57%   | 2023: 63.14% |
| Sajá                      |         | Aisen Nikoláyev (RU)        | Jefe en ejercicio reelegido       | 2018: 71.40%   | 2023: 75.77% |
| Krai de Altái             |         | Viktor Tomenko (RU)         | Gobernador en ejercicio reelegido | 2018: 53.61%   | 2023: 76.16% |
| Krai de Krasnoyarsk       |         | Aleksandr Uss (RU)          | Reasignado                        | 2018: 60.19%   | —            |
| Krai de Krasnoyarsk       |         | Mijaíl Kotiukov (RU)        | Gobernador interino electo        | —              | 2023: 70.21% |
| Krai de Primorie          |         | Oleg Kozhemiako (RU)        | Gobernador en ejercicio reelegido | 2018: 61,88%   | 2023: 72.78% |
| Óblast de Amur            |         | Vasili Orlov (RU)           | Gobernador en ejercicio reelegido | 2018: 55.60%   | 2023: 82.38% |
| Óblast de Ivánovo         |         | Stanislav Voskresensky (RU) | Gobernador en ejercicio reelegido | 2018: 65.72%   | 2023: 82.49% |
| Óblast de Kémerovo        |         | Serguéi Tsivilíov (RU)      | Gobernador en ejercicio reelegido | 2018: 81.29%   | 2023: 85.23% |
| Óblast de Magadán         |         | Serguéi Nosov (RU)          | Gobernador en ejercicio reelegido | 2018: 81.59%   | 2023: 72.51% |
| Óblast de Moscú           |         | Andréi Vorobyov (RU)        | Gobernador en ejercicio reelegido | 2018: 62.52%   | 2023: 83.67% |
| Óblast de Nizhni Nóvgorod |         | Gleb Nikitin (RU)           | Gobernador en ejercicio reelegido | 2018: 67.75%   | 2023: 82.82% |
| Óblast de Novosibirsk     |         | Andréi Travnikov (RU)       | Gobernador en ejercicio reelegido | 2018: 64.52%   | 2023: 75.72% |
| Óblast de Omsk            |         | Alexander Burkov (RJ)       | Resignado                         | 2018: 83.56%   | —            |
| Óblast de Omsk            |         | Vitaliy Khotsenko (RU)      | Gobernador interino electo        | —              | 2023: 76.33% |
| Óblast de Oriol           |         | Andréi Klychkov (PCFR)      | Gobernador en ejercicio reelegido | 2018: 83.55%   | 2023: 82.09% |
| Óblast de Pskov           |         | Mijaíl Vedernikov (RU)      | Gobernador en ejercicio reelegido | 2018: 70.68%   | 2023: 86,30% |
| Óblast de Samara          |         | Dmitri Azárov (RU)          | Gobernador en ejercicio reelegido | 2018: 72.63%   | 2023: 83.82% |
| Óblast de Smolensk        |         | Alexey Ostrovsky (PLDR)     | Resignado                         | 2020: 56.54%   | —            |
| Óblast de Smolensk        |         | Vasily Anokhin (RU)         | Gobernador interino electo        | —              | 2023: 86.62% |
| Óblast de Tiumén          |         | Aleksandr Moor (RU)         | Gobernador en ejercicio reelegido | 2018: 65.86%   | 2023: 78.77% |
| Óblast de Vorónezh        |         | Aleksandr Gusev (RU)        | Gobernador en ejercicio reelegido | 2018: 72.52%   | 2023: 76.83% |
| Moscú                     |         | Serguéi Sobianin (RU)       | Alcalde en ejercicio reelegido    | 2018: 70.17%   | 2023: 76.85% |
| Chukotka                  |         | Román Kopin (RU)            | Resignado                         | 2018: 57.83%   | —            |
| Chukotka                  |         | Vladislav Kuznetsov (RU)    | Gobernador interino electo        | —              | 2023: 72.34% |

### Elecciones indirectas para gobernador
| Región           | Titular | Titular               | Estado            | Último período | Resultado             |
| ---------------- | ------- | --------------------- | ----------------- | -------------- | --------------------- |
| Yamalia-Nenetsia |         | Dmitri Artyukhov (RU) | Titular reelegido | 2018: 14/18    | Dmitri Artyukhov17/21 |

### Elecciones legislativas
| Legislatura                                           | Escaños | Sistema de votación                      | Mayoría en las últimas elecciones | Mayoría en las últimas elecciones | Mayoría después de las elecciones | Mayoría después de las elecciones |
| ----------------------------------------------------- | ------- | ---------------------------------------- | --------------------------------- | --------------------------------- | --------------------------------- | --------------------------------- |
| Asamblea Estatal de Bashkortostán                     | 110     | Paralelo (lista de 55 partidos + 55 SMC) | Rusia Unida                       | 79/110                            | Rusia Unida                       | 87/110                            |
| Khural Popular de Buriatia                            | 66      | Paralelo (lista de 33 partidos + 33 SMC) | Rusia Unida                       | 39/66                             | Rusia Unida                       | 51/66                             |
| Khural Popular de Kalmukia                            | 27      | Paralelo (lista de 10 partidos + 17 SMC) | Rusia Unida                       | 21/27                             | Rusia Unida                       | 23/27                             |
| Consejo Supremo de Jakasia                            | 50      | Paralelo (lista de 25 partidos + 25 SMC) | Rusia Unida                       | 17/50                             | Rusia Unida                       | 34/50                             |
| Asamblea Estatal de la República de Sajá              | 70      | Paralelo (lista de 35 partidos + 35 SMC) | Rusia Unida                       | 47/70                             | Rusia Unida                       | 55/70                             |
| Asamblea Legislativa del krai de Zabaykalsky          | 50      | Paralelo (lista de 25 partidos + 25 SMC) | Rusia Unida                       | 21/50                             | Rusia Unida                       | 42/50                             |
| Asamblea de Diputados del Óblast de Arjánguelsk       | 47      | Paralelo (lista de 23 partidos + 24 SMC) | Rusia Unida                       | 25/47                             | Rusia Unida                       | 36/47                             |
| Asamblea Legislativa del Óblast de Irkutsk            | 42      | Paralelo (lista de 22 partidos + 20 SMC) | PCFR                              | 18/45                             | Rusia Unida                       | 35/45                             |
| Duma Óblast de Ivánovo                                | 30      | Paralelo (lista de 10 partidos + 20 SMC) | Rusia Unida                       | 15/26                             | Rusia Unida                       | 27/30                             |
| Asamblea Legislativa del Óblast de Kémerovo           | 46      | Paralelo (lista de 23 partidos + 23 SMC) | Rusia Unida                       | 39/46                             | Rusia Unida                       | 40/46                             |
| Asamblea Legislativa del Óblast de Rostov             | 60      | Paralelo (lista de 20 partidos + 40 SMC) | Rusia Unida                       | 46/60                             | Rusia Unida                       | 54/60                             |
| Duma del Óblast de Smolensk                           | 48      | Paralelo (lista de 16 partidos + 32 SMC) | Rusia Unida                       | 26/48                             | Rusia Unida                       | 41/48                             |
| Asamblea Legislativa del Óblast de Uliánovsk          | 36      | Paralelo (lista de 18 partidos + 18 SMC) | Rusia Unida                       | 17/36                             | Rusia Unida                       | 27/36                             |
| Asamblea Legislativa del Óblast de Vladímir           | 40      | Paralelo (lista de 15 partidos + 25 SMC) | Rusia Unida                       | 23/38                             | Rusia Unida                       | 35/40                             |
| Duma del Óblast de Yaroslavl                          | 46      | Paralelo (lista de 12 partidos + 34 SMC) | Rusia Unida                       | 32/50                             | Rusia Unida                       | 38/46                             |
| Asamblea de Diputados del Distrito Autónomo de Nenets | 19      | Paralelo (lista de 11 partidos + 8 SMC)  | Rusia Unida                       | 11/19                             | Rusia Unida                       | 13/19                             |

### Elecciones legislativas parciales
| Distrito electoral                               | Distrito electoral | Titular              | Titular | Titular                            | Esta carrera | Esta carrera |
| Legislatura                                      | No                 | Ex miembro           | Partido | Partido                            | Resultados | Candidatos |
| ------------------------------------------------ | ------------------ | -------------------- | ------- | ---------------------------------- | --- | --- |
| Asamblea Legislativa del krai de Altái           | 5                  | Pyotr Tyutyunnikov   |         | Partido Comunista                  | El titular murió el 6 de julio de 2022, después de una larga enfermedad Nuevo miembro elegido el 29 de enero de 2023 Ganancia de Rusia Unida                                                                      | - Dmitri Belyayev (RU) 64.1% - Serguéi Sergiyenkov (PCFR) 15,8% - Vyacheslav Aksenov (RJ) 8,5% - Viktor Zatonskikh (LDPR) 5,2% - Yevgeny Vegera (CPCR) 4,5%                                                                                         |
| Duma del Óblast de Kostromá                      | 10                 | Maksim Guterman      |         | Yábloko                            | El titular renunció el 16 de junio de 2022 Nuevo miembro elegido el 23 de abril de 2023 Rusia Unida gana | - Ivan Bryukhanov (RU) 74,1% - Marina Koldanova (PCFR) 9,3% - Ivan Saburov (LDPR) 7,6% - Olga Smirnova (RJ) 5,5% - Andréi Tarasov (PRPJl) 2,2 |
| Asamblea Estatal de la República de Mari El      | 33                 | Yevgeny Kuzmin       |         | Rusia Unida                        | El titular renunció el 30 de junio de 2022 para convertirse en el primer vicepresidente del Gobierno de Mari El Nuevo miembro elegido el 23 de abril de 2023 Rusia Unida ocupar                                   | - Yury Ignatyev (RU) 80,7% - Elvira Mijáilova (PCFR) 7,7% - Igor Yakovlev (RJ) 6,1% - Yevgeny Koskin (LDPR) 3.0% - Yekaterina Sankevich (independiente) 1,1%                                                                                        |
| Consejo de Estado de la República de Tartaristán | 20                 | Oleg Korobchenko     |         | Partido del Crecimiento            | El titular renunció el 30 de mayo de 2022 para convertirse en viceprimer ministro de Tartaristán - Ministro de Industria y Comercio Nuevo miembro elegido el 28 de mayo de 2023 Partido del Crecimiento           | - Ruslan Nigmatulin (PC) 74.4% - Tatyana Mukhina (PCFR) 6,9% - Adel Vakhitov (LDPR) 4,8% - Aleksandr Bykov (GN) 4,5% - Ilnar Sirayev (RJ) 4,2% - Irek Ziyatdinov (independiente) 2,5%                                                               |
| Duma del Óblast de Bryansk                       | 3                  | Konstantin Vorontsov |         | Rusia Unida                        | El titular dimitió el 26 de julio de 2022, tras ser acusado de aceptar sobornos Nuevo miembro elegido el 25 de junio de 2023 Rusia Unida ocupa el cargo                                                           | - Yevgeny Kiselev (RU) 73.5% - Alekséi Timoshkov (RJ) 13,1% - Dmitri Gusev (LDPR) 11,7% |
| Duma del Óblast de Kostromá                      | 13                 | Flun Gumerov         |         | Rusia Unida                        | El titular renunció el 15 de septiembre de 2022 Nuevo miembro elegido el 10 de septiembre de 2023 Rusia Unida ocupa el cargo                                                                                      | - Vladimir Baldin (RU) 54,9% - Andréi Tarasov (PCFR) 21,2% - Yury Mindolin (LDPR) 8,2% - Tatyana Smirnova (RJ) 7,8% - Andréi Tarasov (RPPSS) 5,3 |
| Asamblea Legislativa del Óblast de Sverdlovsk    | 13                 | Viktor Sheptiy       |         | Rusia Unida                        | El titular renunció el 20 de septiembre de 2022 para convertirse en senador del Consejo de la Federación Nuevo miembro elegido el 10 de septiembre de 2023 Rusia Unida ocupa                                      | - Alekséi Korobeynikov (RU) 60,7% - Oleg Fominykh (RJ) 16,1% - Nikolái Korobeynikov (PCFR) 9,1% - Mijaíl Semeykin (LDPR) 7,1% - Yegor Maksimov (GN) 4,5%                                                                                            |
| Duma del Óblast de Tiumén                        | 20                 | Sergey Romanov       |         | Rusia Unida                        | El titular renunció el 23 de septiembre de 2022 Nuevo miembro elegido el 10 de septiembre de 2023 Rusia Unida ocupa el cargo                                                                                      | - Nikolái Savchenko (RU) 44,5% - Aleksandr Zhukov (PCFR) 20,5% - Ruslan Sabirov (LDPR) 13,6% - Iván Mashchenko (CR) 8,9% - Georgy Ergemlidze (RJ) 5,4%                                                                                              |
| Asamblea Legislativa del Óblast de Kírov         | 9                  | Vladimir Kostin      |         | Partido Liberal-Demócrata de Rusia | El titular renunció el 6 de octubre de 2022 para convertirse en el Primer Jefe de Gabinete Adjunto del Jefe de la República de Udmurta Nuevo miembro elegido el 10 de septiembre de 2023 Rusia Unida gana         | - Aleksandr Chilikin (RU) 54,7% - Mijaíl Skopin (LDPR) 17,4% - Aleksandr Vorozhtsov (PCFR) 13,0% - Sergueí Postnikov (RJ) 7,4% - Andréi Solodyankin (RPPSS) 4,8%                                                                                    |
| Duma del Óblast de Sajalín                       | 5                  | Andréi Khapochkin    |         | Rusia Unida                        | El titular renunció el 6 de octubre de 2022 para convertirse en senador del Consejo de la Federación Nuevo miembro elegido el 10 de septiembre de 2023 Rusia Unida ocupa                                          | - Nikolaái Artyomenko (RU) 74,6% - Kristina Anisimova (PCFR) 9,2% - Yelena Abramova (RJ) 3,5% - Lyaysan Makhiyanova (GN) 3.2% - Olga Klimova (RPPSS) 2,9% - Yelena Pestunova (CR) 2,3% - Yelena Kozhurina (LDPR) 2,2% - Yelena Misnik (Rodina) 0,3% |
| Asamblea Estatal de la República de Mordovia     | 16                 | Vladimir Gribanov    |         | Rusia Unida                        | El titular renunció el 7 de octubre de 2022, después de ser acusado de falsificación de registros bancarios Nuevo miembro elegido el 10 de septiembre de 2023 Rusia Unida ocupa el cargo                          | - Dmitri Glushko (RU) 67.6% - Irina Koroleva (LDPR) 11,8% - Mijaíl Malygin (PCFR) 9,6% - Roman Pivkin (RJ) 7,0% |
| Asamblea Legislativa del krai de Krasnoyarsk     | 12                 | Serguéi Popov        |         | Rusia Unida                        | El titular renunció el 24 de noviembre de 2022 Nuevo miembro elegido el 10 de septiembre de 2023 Rusia Unida ocupa el cargo                                                                                       | - Alekséi Tumanin (RU) 59,4% - Iván Serebryakov (Rodina) 10,4% - Madina Chevychalova (PCFR) 8,4% - Nina Kalinina (LDPR) 6,9% - Igor Bolbat (RPPSS) 5,5% - Ksenia Kadakina (RJ) 5,4%                                                                 |
| Duma del krai de Stávropol                       | 13                 | Artur Nasonov        |         | Rusia Unida                        | El titular renunció el 9 de enero de 2023 Nuevo miembro elegido el 10 de septiembre de 2023 Rusia Unida ocupa el cargo                                                                                            | - Oleg Petrovsky (RU) 63,3% - Nadezhda Piltenko (LDPR) 15,9% - (PCFR) 14,8% - Nikolái Shchipachyov (RJ) 2,5% - Viktoria Kuchina (independiente) 2,1%                                                                                                |
| Duma del Óblast de Tiumén                        | 19                 | Nikolái Russu        |         | Rusia Unida                        | El titular renunció el 2 de febrero de 2023 Nuevo miembro elegido el 10 de septiembre de 2023 Rusia Unida ocupa el cargo                                                                                          | - Andréi Lazarev (RU) 46,4% - Stanislav Zykov (LDPR) 15,0% - Sergéi Morev (RJ) 12,4% - Aleksandr Melnikov (PCFR) 11,9% - Andréi Afanasyev (CR) 10,5%                                                                                                |
| Asamblea Legislativa del krai de Perm            | 17                 | Anton Udalyev        |         | Rusia Unida                        | El titular renunció el 16 de febrero de 2023 para ser nombrado Director Adjunto del Departamento de Servicios Públicos de Vivienda de Moscú Nuevo miembro elegido el 10 de septiembre de 2023 Rusia Unida ocupa   | - Albert Démchenko(RU) 55,9% - Irina Shabarshina (RJ) 23,2% - Georgy Balashov (LDPR) 10.0% - Marat Galimullin (PCFR) 7,0% |
| Duma del Óblast de Moscú                         | 17                 | Serguéi Babchenko    |         | Rusia Unida                        | Titular expulsado el 16 de febrero de 2023 por absentismo escolar Nuevo miembro elegido el 10 de septiembre de 2023 Ganancia independiente                                                                        | - Mijaíl Zhdan (Independiente) 64.7% - Aleksandr Lifanov (PCFR) 10,8% - Eduard Perebikovsky (LDPR) 9,2% - Olga Privalova (RJ) 7,2% - Kirill Yankov (Yábloko) 5,1%                                                                                   |
| Duma del Óblast de Kursk                         | 15                 | Vyacheslav Fedyukin  |         | Rusia Unida                        | El titular falleció el 25 de marzo de 2023 Nuevo miembro elegido el 10 de septiembre de 2023 Rusia Unida ocupa el cargo                                                                                           | - Aleksandr Uvakin (RU) 80,8% - Vadim Chelpanov (LDPR) 8,2% - Vladímir Kóchnev (PCFR) 3,8% - Yelena Dolgushina (RJ) 3,1% - Dmitri Markovchin (GN) 1,7%                                                                                              |
| Asamblea Legislativa del Óblast de Leningrado    | 5                  | Alekséi Makhotin     |         | Rusia Unida                        | El titular renunció el 29 de marzo de 2023 para unirse al Comité de Investigación de Rusia Nuevo miembro elegido el 10 de septiembre de 2023 Rusia Unida ocupar                                                   | - Sergéi Machinsky (RU) 69.3% - Yevgeny Verbitsky (PCFR) 15,4% - Larisa Lukina (GN) 5.1% - Armen Ananyan (RJ) 4,8% - Anton Belonuchkin (LDPR) 3,00%                                                                                                 |
| Duma del Óblast de Riazán                        | 10                 | Stanislav Podol      |         | Rusia Unida                        | El titular renunció el 12 de abril de 2023, después de ser condenado por falta de precauciones de seguridad que provocaron un envenenamiento masivo Nuevo miembro elegido el 10 de septiembre de 2023 Rusia Unida | - Vyacheslav Morozov (RU) 78,8% - Lilia Krivtsova (PCFR) 8,2% - Yevgeny Myasin (LDPR) 5,9% - Marina Tyurina (CR) 5,0% |
| Duma del Óblast de Kurgán                        | 10                 | Boris Chepurnoy      |         | Rusia Unida                        | El titular renunció el 26 de abril de 2023 Nuevo miembro elegido el 10 de septiembre de 2023 Rusia Unida ocupa el cargo                                                                                           | - Aleksandr Chernyak (RU) 54,5% - Mijaíl Deulin (PCFR) 28,1% - Alyona Kovrigina (LDPR) 13,8% |
| Duma del Óblast de Belgorod                      | 12                 | Mikhail Nesvetaylo   |         | Rusia Unida                        | El titular renunció el 22 de mayo de 2023 Nuevo miembro elegido el 10 de septiembre de 2023 Rusia Unida ocupa el cargo                                                                                            | - Zhanna Chefranova (RU) 74,1% - Nikolái Andréyev (PCFR) 13,8% - Maksim Malyutin (LDPR) 6,3% - Yevgeny Oblakov (RJ) 4,0% |
| Asamblea Legislativa del Óblast de Omsk          | 16                 | Vladimir Varnavsky   |         | Rusia Unida                        | El titular falleció el 23 de mayo de 2023 Nuevo miembro elegido el 10 de septiembre de 2023 Rusia Unida ocupa el cargo                                                                                            | - Valery Boyko (RU) 65.1% - Aleksandr Snytkin (LDPR) 13,1% - Kirill Kuryatnikov (PCFR) 9,0% - Aleksey Zmaga (CR) 4,5% - Igor Sheremetyev (RJ) 4,2%                                                                                                  |
| Asamblea Legislativa del krai de Primorie        | 21                 | Dmitri Nazarets      |         | Rusia Unida                        | Titular expulsado el 26 de julio de 2023 por absentismo escolar Nuevo miembro elegido el 29 de octubre de 2023 Rusia Unida ocupa el cargo                                                                         | - Anton Voloshko (RU) 68,7% - Olga Sidorenko (PCFR) 12,6% - Andréi Fedotov (LDPR) 9,2% - Danil Samovidov (RJ) 7,3% |

## Elecciones municipales

### Alcalde
| Ciudad                        | Titular | Titular               | Estado            | Último período | Resultados |
| ----------------------------- | ------- | --------------------- | ----------------- | -------------- | --- |
| Jabárovsk (Krai de Jabárovsk) |         | Serguéi Kravchuk (RU) | Titular reelegido | 2018: 39.97%   | - Serguéi Kravchuk (inc.) (RU) 45.4% - Mijaíl Sidorov (RJ) 33,2% - Aleksandr Chuprov (PCFR) 9,9% - Veniamin Stelmakh (GN) 5.0% - Nikolái Singur (RPPSS) 1,8% - Abdukhamid Saidov (independiente) 1,2% - Viktor Rotar (Rodina) 1.0% |

### Consejos Municipales
| Cuerpo municipal                                          | Asientos | Sistema de votación                      | Mayoría en las últimas elecciones | Mayoría en las últimas elecciones | Mayoría después de las elecciones | Mayoría después de las elecciones |
| --------------------------------------------------------- | -------- | ---------------------------------------- | --------------------------------- | --------------------------------- | --------------------------------- | --------------------------------- |
| Consejo de Diputados del Pueblo de Maykop (Adygea)        | 30       | Paralelo (lista de 20 partidos + 10 SMC) | Rusia Unida                       | 20/30                             | Rusia Unida                       | 23/30                             |
| Consejo de Diputados de Abakán (Khakassia)                | 29       | Paralelo (lista de 15 partidos + 14 SMC) | Rusia Unida                       | 17/29                             | Rusia Unida                       | 22/29                             |
| Yakutsk Ciudad Duma (Yakutia)                             | 30       | Paralelo (lista de 15 partidos + 15 SMC) | Rusia Unida                       | 17/30                             | Rusia Unida                       | 21/30                             |
| Krasnoyarsk Consejo de Diputados (Krasnoyarsk Krai)       | 36       | Paralelo (lista de 18 partidos + 18 SMC) | Rusia Unida                       | 17/36                             | Rusia Unida                       | 30/36                             |
| Arkhangelsk Duma de la ciudad (óblast de Arjánguelsk)     | 30       | Paralelo (lista de 15 partidos + 15 SMC) | Rusia Unida                       | 11/30                             | Rusia Unida                       | 23/30                             |
| Belgorod Ayuntamiento (Óblast de Belgorod)                | 39       | Paralelo (lista de 12 partidos + 27 SMC) | Rusia Unida                       | 29/39                             | Rusia Unida                       | 33/39                             |
| Duma de Veliky Novgorod (Óblast de Nóvgorod)              | 30       | Paralelo (lista de 10 partidos + 20 SMC) | Partido Comunista                 | 12/30                             | Rusia Unida                       | 24/30                             |
| Ryazan Duma de la ciudad (Óblast de Riazán)               | 40       | Paralelo (lista de 20 partidos + 20 SMC) | Rusia Unida                       | 25/40                             | Rusia Unida                       | 34/40                             |
| Duma de la ciudad de Ekaterimburgo (óblast de Sverdlovsk) | 35       | Paralelo (lista de 10 partidos + 25 SMC) | Rusia Unida                       | 19/36                             | Rusia Unida                       | 27/35                             |
| Tyumen Ciudad Duma (Óblast de Tiumén)                     | 36       | Paralelo (lista de 10 partidos + 26 SMC) | Rusia Unida                       | 26/30                             | Rusia Unida                       | 28/36                             |
| Volgogrado Ciudad Duma (Óblast de Volgogrado)             | 35       | Paralelo (lista de 10 partidos + 25 SMC) | Rusia Unida                       | 30/36                             | Rusia Unida                       | 30/35                             |